# TBS Soest

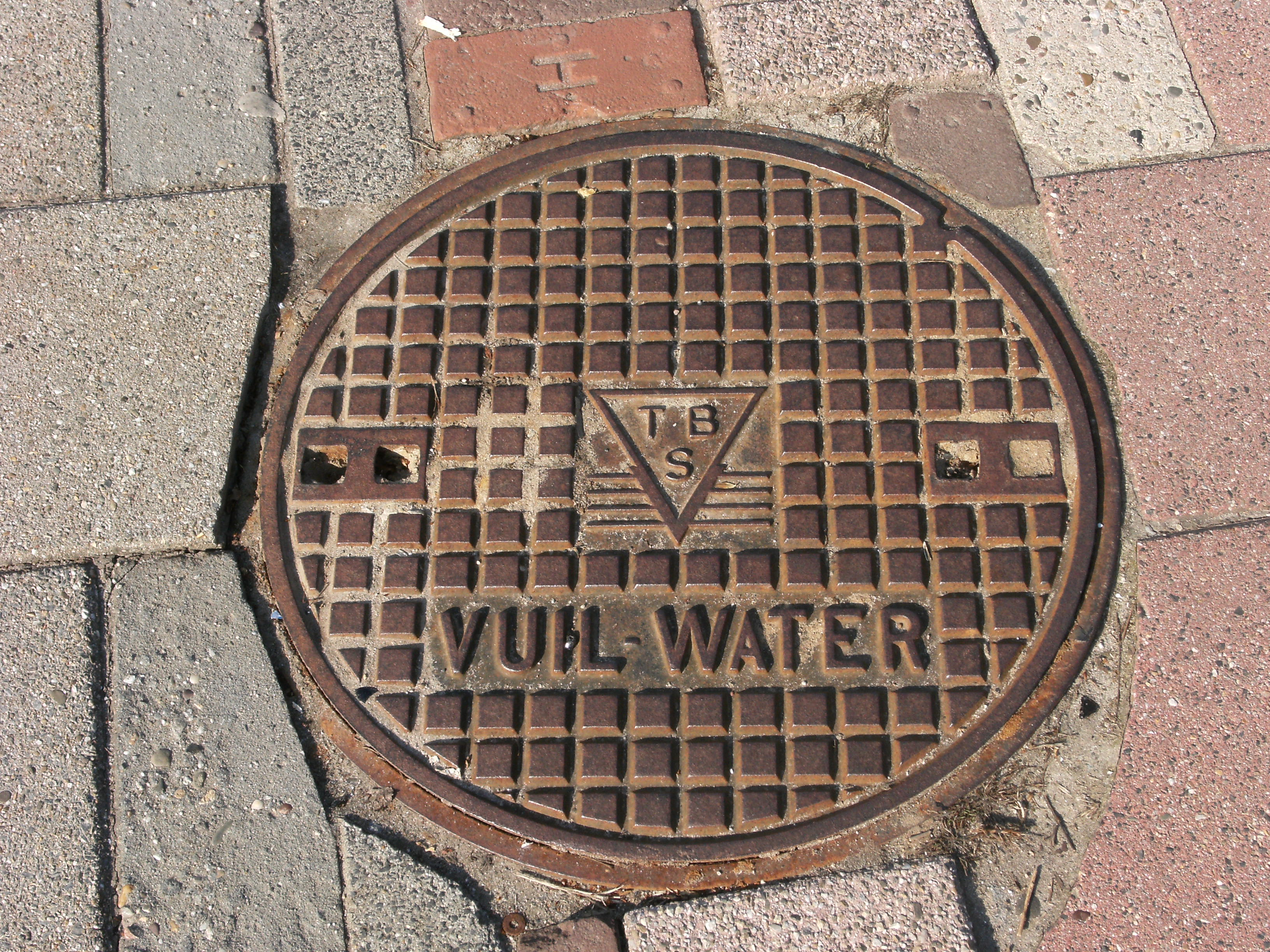
Putdeksel met logo van het bedrijf

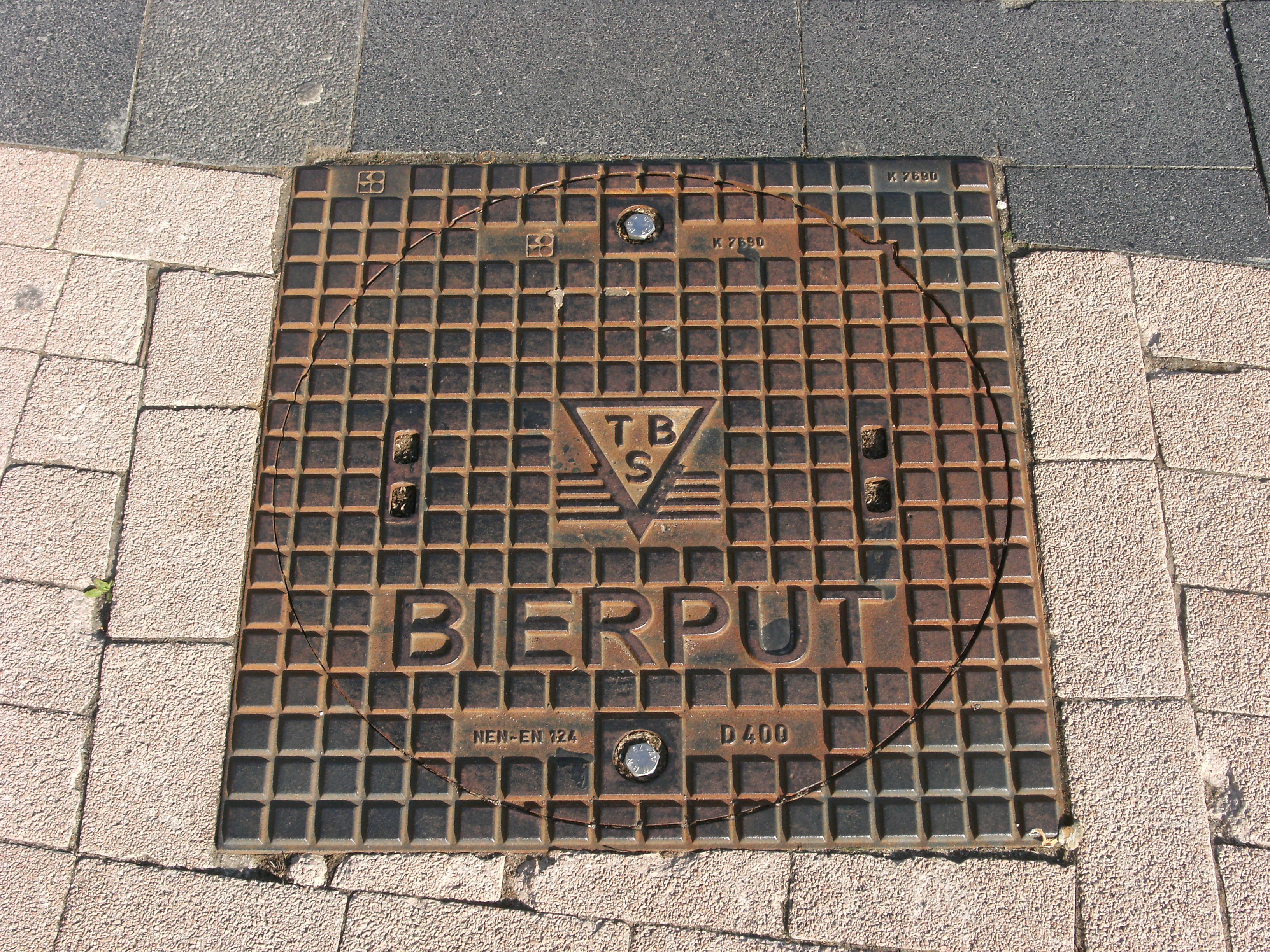
Speciale toepassing

TBS Soest bv was een bedrijf uit Soest, Nederland, dat producten maakt voor de weg- en waterbouw. TBS is in Nederland vooral bekend door de vele putdeksels met het TBS-logo.

## Geschiedenis
Het bedrijf werd begin jaren dertig van de twintigste eeuw opgericht door de heer O. Zimmerman als het Technisch Bureau voor gietijzerproducten Soest (TBS). Aanvankelijk produceerde het bedrijf alleen kolken en putafdichtingen van gietijzer. In de jaren voor de Tweede Wereldoorlog werd de grondstof ijzer schaars en dus duur. Zimmerman experimenteerde daarom met de combinatie van gietijzer en beton en verkreeg een octrooi voor zijn ontwerp van verankering van het gietijzer in het beton. Dit vormde de basis voor het succes van het bedrijf.

## Huidige situatie
TBS Soest is sinds de jaren tachtig in Nederland marktleider als het gaat om kolken, putafdekkingen, schuiven en terugslagkleppen. Naast gietijzer en beton werkt men tegenwoordig ook met de hoogwaardige kunststof polyetheen. Internationaal timmert het bedrijf ook aan de weg. Zo heeft TBS recent 4,5 meter brede terugslagkleppen geïnstalleerd in betonnen afwateringskanalen van Hongkong om te voorkomen dat zeewater bij vloed de stad instroomt.

## Overname
In 1990 werd het bedrijf onderdeel van Ballast Nedam. In 2017 werd het bedrijf overgenomen door investeringsmaatschappij Triacta en in 2020 maakt het deel uit van de TBS-SVA Groep.